# سیارک ۸۳۲۷
سیارک ۸۳۲۷ (به انگلیسی: 8327 Weihenmayer، نامگذاری:1981JE3) هشت هزار و سیصد و بیست و هفتمین سیارک کشف شده‌است که در ۶ مه ۱۹۸۱ کشف شد.
قدر مطلق سیارک برابر ۲۲.۴ است.